# Aechmea lugoi
Espèce
Classification phylogénétique
Synonymes
- Streptocalyx lugoi Gilmartin & H.E.Luther

Statut de conservation UICN

 VU B1ab(iii) : Vulnérable
Aechmea lugoi est une espèce de plantes de la famille des Bromeliaceae, endémique d'Équateur.

## Synonymes
- Streptocalyx lugoi Gilmartin & H.E.Luther[1].

## Distribution
L'espèce est endémique de la province de Pastaza en Équateur.

## Description
L'espèce est épiphyte.